# Rivière des Esclaves
La rivière des Esclaves est une rivière canadienne qui part du lac Athabasca dans le nord-est de l'Alberta et se jette dans le Grand lac des Esclaves. La rivière parcourt 434 km.

## Géographie
Les rivières de la Paix et Athabascas se jettent dans la rivière des Esclaves. L'eau de cette rivière atteint l'océan Arctique par le fleuve Mackenzie.

## Étymologie
La rivière tire son nom d'un mot de la langue crie qui signifie esclave “ Les Cris ont remplacé d'autres peuples indigènes de la région.
|  |